# Charles Schreyvogel
Charles Schreyvogel (4 janvier 1861 – 27 janvier 1912) est un peintre américain dont le sujet de prédilection est la disparition de la frontière de l'Ouest américain imprégnée des actions militaires qui y eurent lieu.

## Biographie
Schreyvogel est né à New York et a grandi dans une famille pauvre d'immigrants allemands commerçants du Lower East Side de la ville. Il a également passé une partie de son enfance à Hoboken, New Jersey. Schreyvogel, incapable de se payer des cours d'art, est autodidacte. En 1901, sa peinture My Bunkie a reçu le prix Thomas Clarke lors de l'exposition annuelle de la National Academy of Design. Il est alors reconnu comme peintre talentueux.
Schreyvogel a fait une grande partie de son travail dans son atelier à Hoboken sans aller réellement dans l'ouest sauvage.
Il est mort à Hoboken en 1912 et est enterré au Flower Hill Cemetery, North Bergen, New Jersey.
Les œuvres de Schreyvogel sont conservées dans les collections de la National Cowboy & Western Heritage Museum, Oklahoma City, Oklahoma le Sid Richardson Museum, Fort Worth, Texas, et le Gilcrease Museum, Tulsa, Oklahoma.

## Quelques œuvres

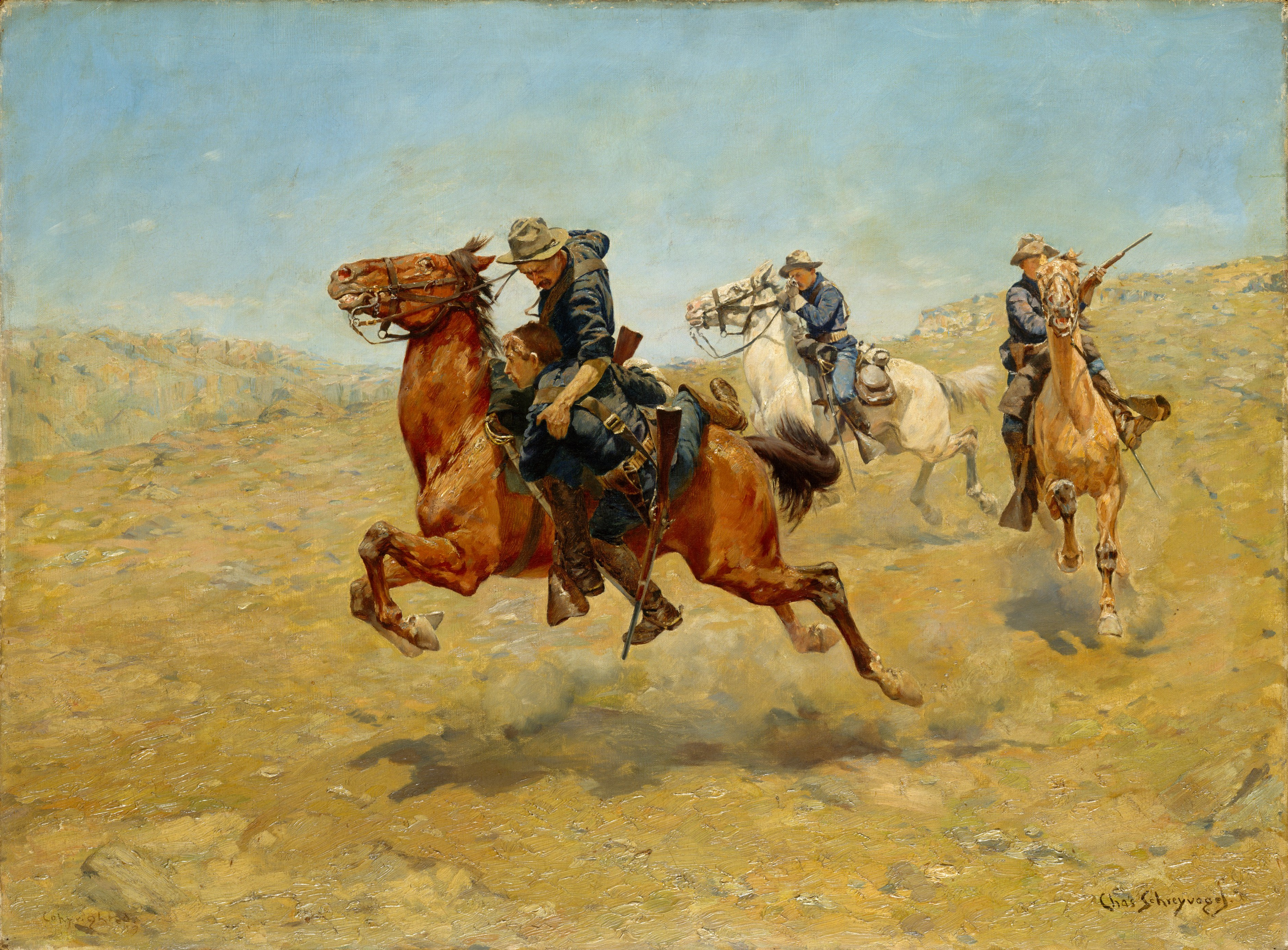
My Bunkie, huile sur toile, Metropolitan Museum of Art.
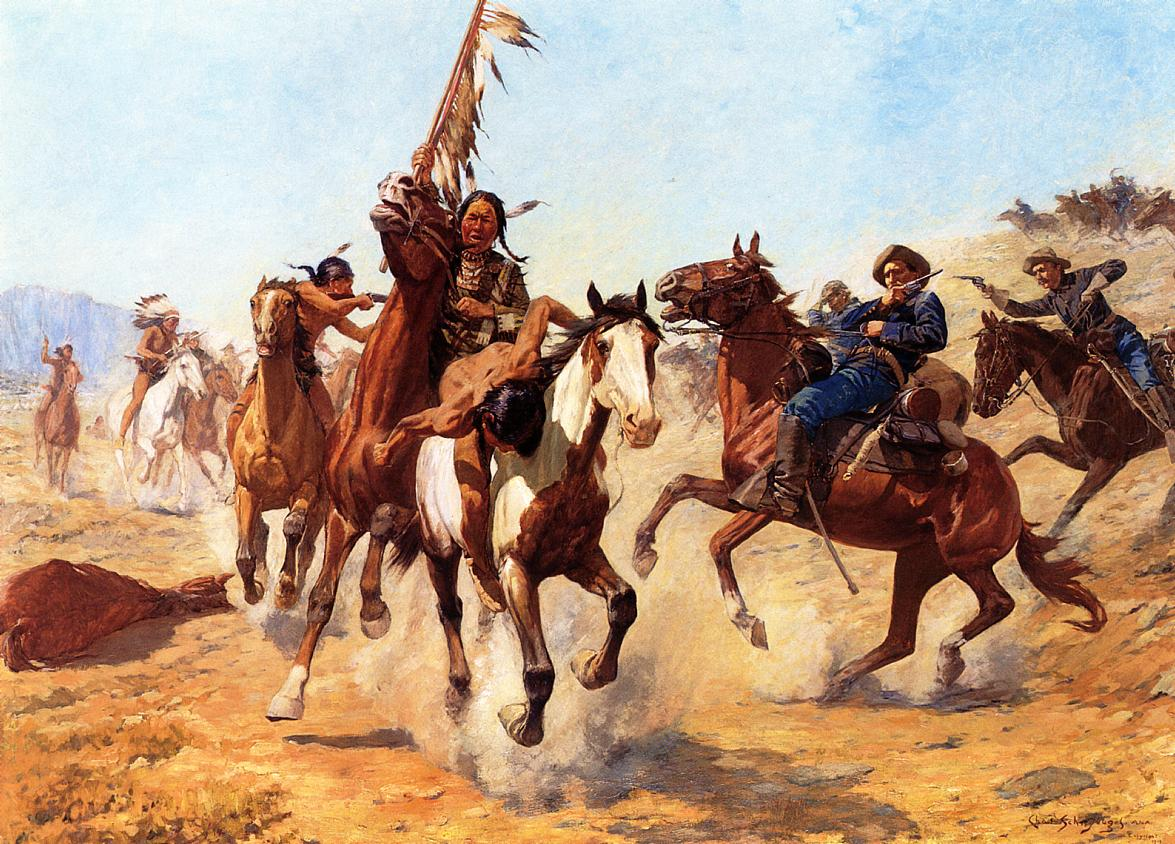
The Silenced War Whoop, huile sur toile, American Museum of Western Art.
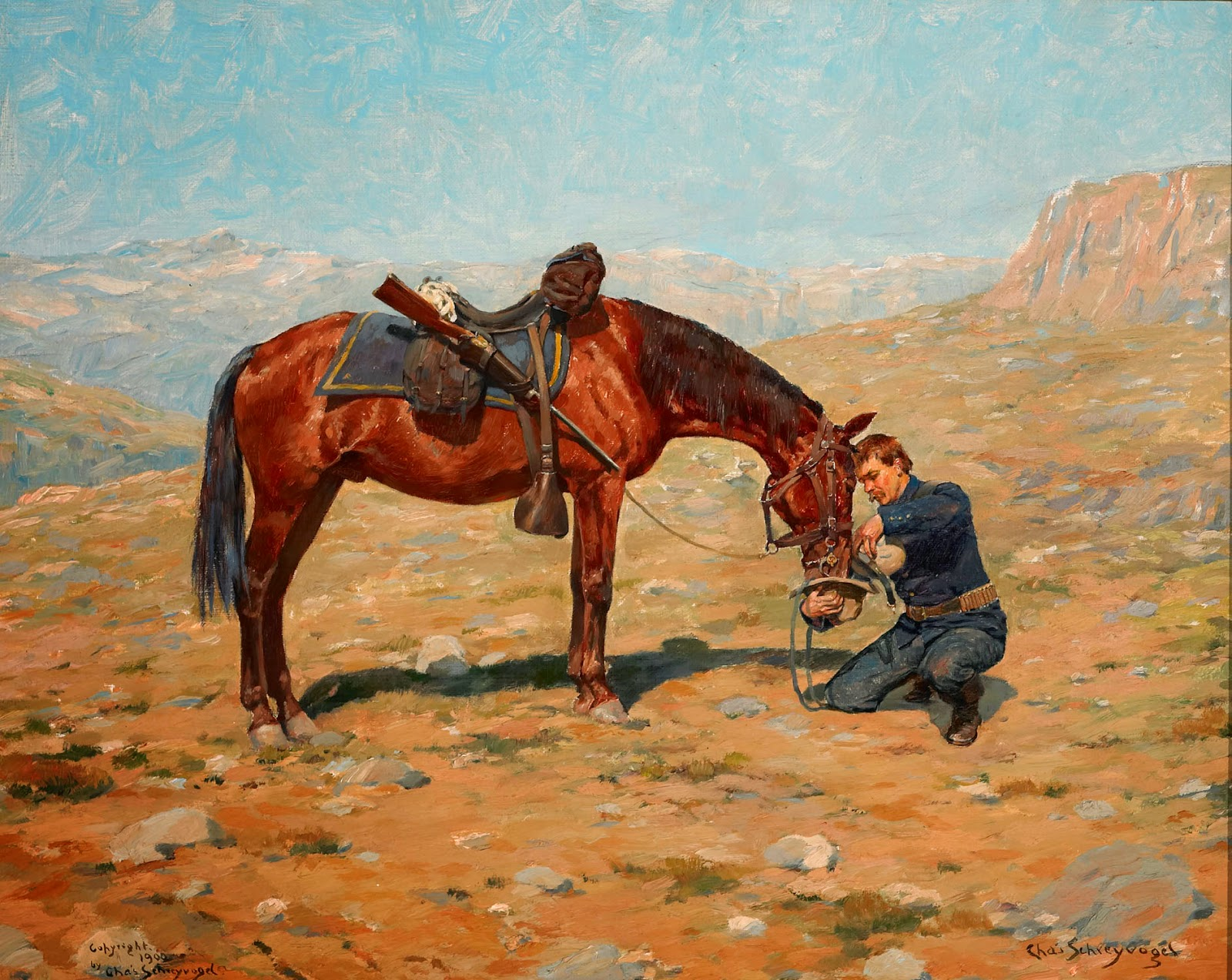
The Last Drop, huile sur toile, 16 × 20 in. (40,6 × 50,8 cm), Tacoma Art Museum.